# Zeche Neuglück in Breuerssiepen
Die Zeche Neuglück in Breuerssiepen im Essen-Kupferdreh ist ein ehemaliges Steinkohlenbergwerk.

## Bergwerksgeschichte
Am 26. Oktober des Jahres 1825 wurde ein Längenfeld verliehen. Ab März des Jahres 1827 wurden ein Stollenquerschlag und eine alte Rösche gesäubert. Das Stollenmundloch des Stollens befand sich oberhalb der heutigen Straße Hirtental. Der Stollen verlief nur wenige Meter querschlägig in südlicher Richtung bis zum Flöz. Ab dem 3. Quartal desselben Jahres wurde mit der Gewinnung begonnen. Ab Mai des Jahres 1828 wurde das Bergwerk in Fristen gelegt. Am 27. Mai des Jahres 1831 wurde das Längenfeld Neuglück in Breuerssiepen Fortsetzung verliehen. Die Berechtsame umfasste ab diesem Zeitpunkt die beiden Längenfelder Neuglück in Breuerssiepen und Neuglück in Breuerssiepen Fortsetzung. Im Jahr 1832 wurde das Bergwerk wieder in Betrieb genommen, es wurde ein Tagetrieb aufgefahren. Ab dem 2. März des Jahres 1834 wurde das Bergwerk erneut in Fristen gelegt. Ab dem 2. Quartal des Jahres 1855 wurde erneut Abbau betrieben. Von diesem Zeitpunkt an war das Bergwerk mehrere Jahre in Betrieb. Im Jahr 1882 konsolidierte die Zeche Neuglück in Breuerssiepen zur Victoria.

## Förderung und Belegschaft
Die ersten Förderzahlen des Bergwerks stammen aus dem Jahr 1827, in diesem Jahr wurden 4271 Scheffel Steinkohle gefördert. Im Jahr 1858 stieg die Förderung an auf 35.173 Scheffel Steinkohle. Die letzten bekannten Förderzahlen des Bergwerks stammen aus dem Jahr 1868, in diesem Jahr wurden 1200 Tonnen Steinkohle gefördert.